# Aris Limassol FC
Aris Limassol (grč.: Άρης Λεμεσού) ciparski je nogometni klub iz Limassola. Trenutačno se natječe u Ciparskoj prvoj diviziji.

## Klupski uspjesi
- Ciparska prva divizija
  - Prvak (1): 2022./23.
- Ciparski nogometni kup
  - Finalist (1): 1988./89.
- Ciparski nogometni superkup
  - Osvajač (1): 2023.
- Ciparska druga divizija
  - Prvak (5): 1953./54., 1955./56., 1993./94., 2010./11., 2012./13.

## Vanjske poveznice
- Službena web-stranica